# Spider-Men
Spider-Man es una saga de cómics protagonizada por Peter Parker y Miles Morales, ambos ligados a Ultimate Spider-Man. Fue escrita por Brian Michael Bendis, dibujada por Sara Pichelli y editada por Marvel Comics. Es el primero de cinco crossovers que componen la serie, fue publicado en junio de 2012 y obtuvo una buena recepción comercial en los Estados Unidos, alcanzando la posición número nueve en ventas con más de 90.000 copias vendidas. La saga concluyó en septiembre del mismo año.
El marco narrativo sirvió como base para festejar el aniversario número cincuenta del Hombre araña, entre el Spider-Man de The Amazing Spider-Man (Tierra 616) y el Spider-Man de Ultimate Comics: Spider-Man (Tierra-1610).

## Prólogo
La historia se centra en Peter Parker que se encuentra en una tierra que no es la suya, es una en la que está muerto y el traje de Spider-Man lo usa un adolescente llamado Miles Morales.

## Argumento
Spider-Man está columpiándose, reflexionando sobre que New York es increíble con todo lo que le ha pasado hasta entonces. Luego de detener un asalto automovilístico, encuentra un portal inter-dimensional a la dimensión Ultimate Marvel en una bodega abandonada, y descubre que quien está detrás de todo esto: Misterio. Él le dice que ya se perdió la primera vez que Spider-Man murió, y no quiere perderse ésta (haciendo referencia a Ultimate Spider-Man), Spider-Man lo marca de loco. Cuando Spidey está a punto de detenerlo, el villano le dispara, como un último intento de salirse con la suya, pero por error le da al portal y crea una sobrecarga que arrastra a Spider-Man a la realidad Ultimate. Misterio se queda en la realidad 616 ó Amazing, inconsciente.
Spider-Man se desconsuela al ver que ya es de día (en el universo 616 era de noche), y luego de detener una agresión pública, a quien salvó le dice que su traje es de mal gusto, pues su traje era el de Peter Parker, a lo que Spidey se muestra extrañado. Spidey intenta ir a su apartamento (aunque en esta realidad no existe su edificio departamental), pero se asombra al toparse en el camino con Miles Morales, y, en un intento de entender el nuevo mundo, Parker comienza a luchar contra Morales, pero es noqueado por Morales con su toque venenoso. Miles confirma que es el único Spider-Man con electricidad, pero al querer quitarle la máscara a Parker, este despierta debido a su sentido arácnido (significando que si le quitan la máscara, el sentido arácnido lo toma como peligro, ya que quien sea que se la quite, correría alguno) y le responde con una patada. Arrepentido, busca a Morales para disculparse, pero no cuenta con que él está en modo de invisibilidad, y se le trepa, pero Parker salta rápido, y, al caer, crea un piso de telaraña, y le quita la máscara a Morales para saber si no es una clase de Clon. Morales, en un intento por recuperarla, electrocuta la telaraña, dejando débil a Parker, atrapándolo. Parker queda inconsciente al caer y golpearse la cabeza en una reja de acero, Miles Morales lo lleva con S.H.I.E.L.D., para saber qué es lo sucede.
Al despertar, Ultimate Nick Fury se presenta con él, Parker se desconcierta (pues solo lo identifica por su parche y nombre) y también a Miles Morales, pero al conocerse, y Parker disculparse y preguntarle si Ultimate Peter Parker está muerto. Misterio regresa con un avatar que puede ser usado de forma remota de una realidad a otra y también con un químico desconocido que, al vertirlo en el suelo, hace ver sus peores miedos y los ataca con ellos. Sin embargo, Parker logra quitarle el químico y lo arroja al agua, por lo que el avatar de Misterio prefiere mejor dejar a Spider-Man ahí; en respuesta, explota.
Miles Morales, al despertar, descubre que los Ultimates (Ironman, Hawkeye y Thor) llegaron para saber qué fue lo que pasó, mientras que Peter se aleja para buscar respuestas por sí mismo, pero entonces, en una tienda (donde debería estar su apartamento), un ladrón amenaza con robar dinero sin tomar en cuenta a Spider-Man (creyendo que es un tipo cualquiera en disfraz). Peter le da con una telaraña y lo noquea, le pide a la mujer de la tienda que le preste su tableta para saber qué le pasó y descubre diferencias entre él y su contraparte. Peter le pregunta a la mujer de la tienda si le puede explicar cómo fue su muerte en esta realidad.
Parker se encuentra con su tía May y Gwen Stacy Ultimates (mientras que Ultimate Tony Stark estudia el avatar de Misterio), sin embargo, ellas creen que es una broma, hasta que Morales llega y les explica que el es Peter (pero de otra dimensión), haciendo que Ultimate Tía May se desmaye de la impresión. Más tarde, May encuentra a Parker con Miles Morales y Ultimate Gwen Stacy intercambiando historias interdimensionales, ella le pregunta si es su Pete, pero Parker la desilusiona cuando le dice que es de otro universo. Aun así, ese evento es suficiente para que Ultimate Tía May pueda superar el trauma de la muerte de Ultimate Spider-Man. En ese momento, llega S.H.I.E.L.D para llevárselos, pero Parker encuentra a Ultimate M.J. No obstante, ella, aún muy asustada, se aleja de él. En S.H.I.E.L.D., Ultimate Nick Fury le pregunta a Peter si hay uno como él de donde viene, pero después se lamenta cuando Peter le responde que él es blanco en su universo.
En Ultimate Stark Industries, Peter conoce a Ultimate Ironman, quien se sorprende al ver a un Spider-Man adulto. Spidey le comenta que su Tony Stark dejó de beber hace mucho tiempo, Ultimate Nick Fury declara que le gusta más el Tony de Parker que el suyo. Cuando buscan donde se origina la puerta inter-dimensional, Miles lo encuentra cuando logra visualizarlo en un edificio desde su casa. Ultimate Fury llama a todos, significando que Amazing y New Ultimate deberán trabajar juntos.
En el Marvel Universe, Misterio no está tan satisfecho por solo dejar a Spider-Man en la otra dimensión, toma el Avatar MK II y lo activa, pero, al abrir el portal una telaraña lo arrastra, revelando a ambos Spider-Man tras la telaraña, quienes solo debían esperar a que Misterio abriera el portal de vuelta, pero cuando Amazing Spider-Man se despedía, Misterio logra escaparse y libera el químico que había usado antes, revelándole a los siguientes personajes sus peores pesadillas:
- Amazing Spider-Man (Peter Parker): El Duende Verde logrando matar a su única familia.
- New Ultimate Spider-Man (Miles Morales): Su tío Aaron, también conocido como Ultimate Deadpool, matando a sus padres.
- Ultimate Iron Man: Los Ultimates (Los Vengadores) muriendo junto con Stark Industries.
- Ultimate Nick Fury: S.H.I.E.L.D siendo incapaz de detener una amenaza.

Así hasta que Morales se abalanza contra Misterio para que pueda ser detenido, pero en el proceso, terminan en el Marvel Universe, donde lo enrreda en telaraña. De vuelta en el universo Ultimate, Amazing y New Ultimate golpean doblemente a Misterio y lo arrestan en la realidad Ultimate, ya que se sabe de su muerte y que Spider-Man es Peter Parker, podría poner en riesgo su vida. Finalmente, cuando Amazing Spider-Man está por irse, Ultimate Iron Man le advierte que el portal es inestable, significando que jamás se abriría otro portal una vez que este se cierre. Peter no se va sin antes darle su bendición a Miles Morales para ser Spider-Man, el portal se cierra cuando Peter le daba consejos a Miles y le decía la parte más importante de ser Spider-Man. Ya en Marvel Universe, Peter se pregunta si hay un Miles Morales en su realidad, cuando por fin logra encontrarlo, se sorprende al ver a su Miles Morales...

## Ventas estimadas

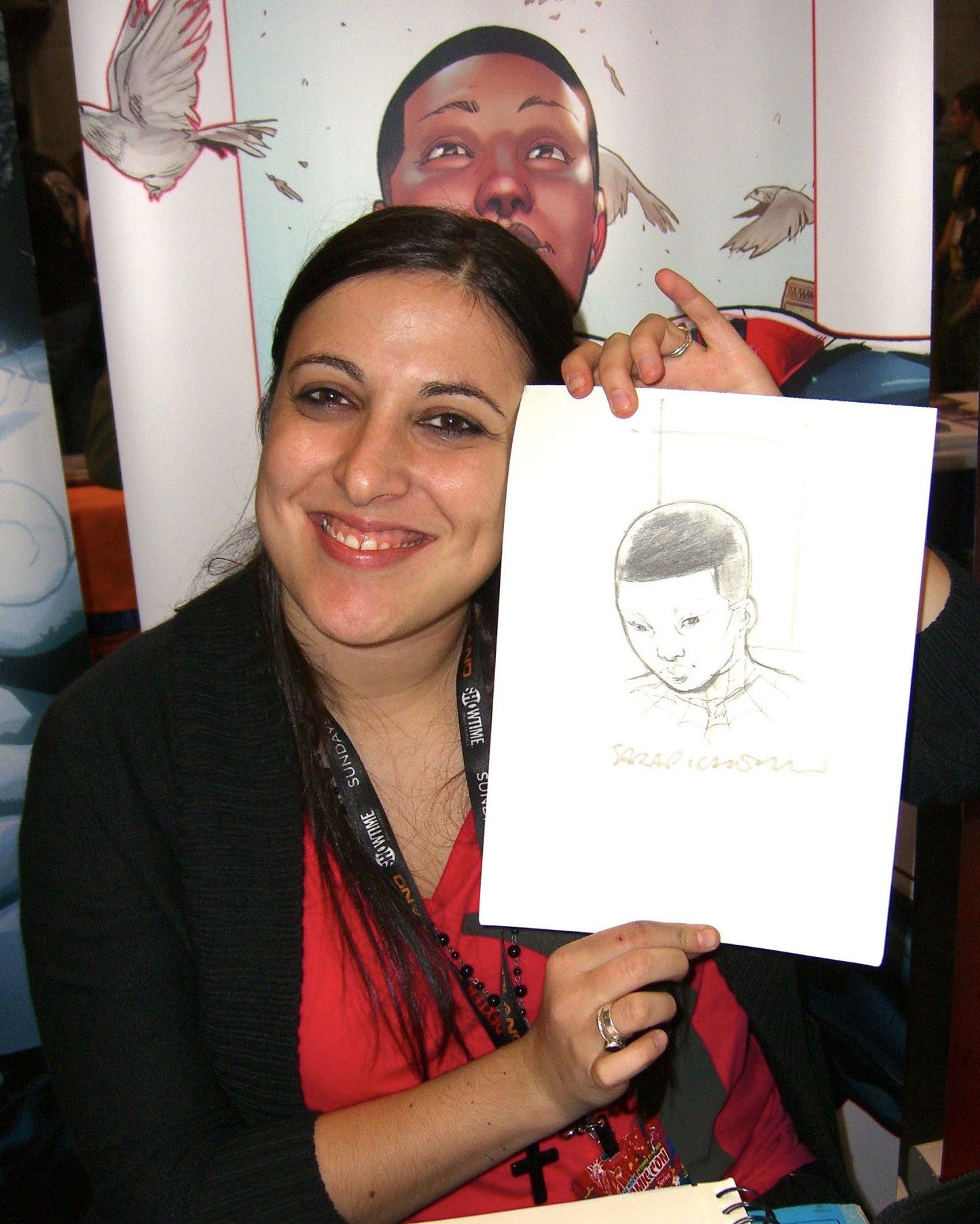
La artista Sara Pichelli presenta un boceto de Miles Morales durante la convención anual Comic Con de Nueva York (2011).

Posición de ventas estimadas durante el 2012, generado por la distribuidora norteamericana de cómics Diamond Comic Distributors.
| Top 300 Cómics | Top 300 Cómics | Top 300 Cómics   |
| Posición       | Título         | Ventas estimadas |
| -------------- | -------------- | ---------------- |
| 9              | Spider-Men #1  | 94,548           |
| 20             | Spider-Men #2  | 68,283           |
| 26             | Spider-Men #3  | 57,739           |
| 28             | Spider-Men #4  | 54,215           |
| 27             | Spider-Men #5  | 52,525           |

| Top 500 Cómics (2012)         | Top 500 Cómics (2012) |
| Posición                      | Título                |
| ----------------------------- | --------------------- |
| 70                            | Spider-Men #1         |
| 152                           | Spider-Men #2         |
| 287                           | Spider-Men #3         |
| 332                           | Spider-Men #4         |
| 356                           | Spider-Men #5         |
| Top 500 Novela gráfica (2012) |                       |
| 308                           | Spider-Men            |
| Top 300 Novela gráfica (2012) |                       |
| 17                            | Spider-Men            |